# 데모스테네스
데모스테네스(그리스어: Δημοσθένης, 기원전 384년~기원전 322년)는 고대 그리스 아테네의 저명한 정치가이자 웅변가였다. 아테네의 지도자로 그리스의 여러 폴리스의 자립을 호소하며 패권을 추구하는 필리포스 2세에 대항하여 반 마케도니아 운동을 전개했지만 뜻을 이루지 못하고 자살로 생을 마쳤다.

## 생애
데모스테네스는 기원전 384년에 아테네의 부유한 상공업자의 집에서 태어났다. 그러나 젊은 나이에 아버지를 잃고 또한 보호자들에게 유산을 횡령당했다. 그 유산되찾고자 아티카 10대 연설가 중 한 명 평가를 받았던 이사이오스에게 사사를 받았고, 선대의 위대한 연설가의 연설을 연구하여 수사학을 익혔다. 곧 재산을 강탈했던 보호자들을 고소하여, 그는 스무 살 나이에 처음으로 법정 연설에 나섰다. 그리고 그들로부터 유산 전액을 되돌려 받았다. 이후 한동안 데모스테네스는 재판 관련 업무나 스스로 변론술을 지도하며 생계를 꾸려갔다. 개인 소송에 쓸 연설문을 쓰는 전문 연설문 작가와 변호사 일을 하며, 당시의 아테네 정치에 서서히 발언권을 강화해 나갔다.
데모스테네스는 웅변을 통해 당대 아테네의 우수한 지성을 표현하고 기원전 4세기 고대 그리스의 문화와 정치에 대한 통찰을 드러낸다. 데모스테네스는 연설문 작가로 일하던 시기에 정치에 대한 더욱 관심을 갖게 되어 기원전 354년에는 처음으로 대중 앞에서 정치 연설을 했다. 전성기에 데모스테네스는 마케도니아 왕국의 팽창에 반대하는데 헌신했다. 그는 조국 아테네의 이상을 그리고 일생동안 아테네의 패권을 회복하며 마케도니아 임금 필리포스 2세에 반대하는 동료 시민들을 격려하는데 진력했다. 당시 그가 연설한 필리포스 탄핵 연설로 그는 훗날까지 불멸의 명성을 얻는다.
그는 조국의 자유를 지키고 반 마케도니아 동맹을 세우고자 했으나, 아테네와 테바이 동맹이 〈카이로네이아 전투〉에서 패하면서 필리포스 2세가 그리스 도시 국가 전체를 정복하려던 남진 정책을 막는데 실패했다. 필리포스가 죽자 데모스테네스는 새 왕에 등극한 알렉산드로스 대왕에 맞서 아테네 반란을 이끌었다. 그러나 반란은 실패로 돌아갔고, 마케도니아는 가혹한 보복을 한다. 알렉산드로스가 죽은 뒤 그리스 땅을 지배한 후계자 안티파트로스는 부하를 보내 데모스테네스의 뒤를 쫓게 했다. 데모스테네스는 안티파트로스의 친구인 아르키아스에게 사로잡히지 않으려고 스스로 목숨을 끊었다.

## 평가
비잔티온의 아리스토파네스와 사모트라케의 아리스타르코스가 수집한 알렉산드레이아 전집에서는 데모스테네스를 아티케의 위대한 웅변가와 연설문 작가 열 명 가운데 한 사람으로 꼽는다. 롱기누스에 따르면, 데모스테네스는 "고상한 언술, 살아있는 열정, 풍부한 어휘, 준비성, 속도를 갖춘 최상의 어조를 완성했다"고 한다". 키케로는 데모스테네스를 이르러 ‘결점 없는 완벽한 웅변가’라고 찬양하며, 퀸틸리아누스는 그를 "웅변의 표준"(lex orandi)이며, ‘모든 웅변가 가운데 군계일학’(inter omnes unus excellat)라고 상찬했다.

## 같이 보기
- 아이스키네스
- 마르쿠스 툴리우스 키케로
- 디나르쿠스
- 디오도로스 시켈로스
- 데키무스 유니우스 유베날리스
- 루키아노스
- 파우사니아스 (지리학자)
- 폴리비오스
- 마르쿠스 파비우스 퀸틸리아누스